# الخرابة (المنازلة)

تعديل مصدري - تعديل

الخرابة محلة تابعة لقرية المنازلة، التابعة لعزلة الربادي بمديرية جبلة إحدى مديريات محافظة إب في الجمهورية اليمنية، بلغ تعداد سكانها 120 حسب تعداد اليمن لعام 2004.